# Anderson Pyramid
Anderson Pyramid är en bergstopp i Antarktis. Den ligger i Östantarktis. Australien gör anspråk på området. Toppen på Anderson Pyramid är 1 604 meter över havet, eller 18 meter över den omgivande terrängen. Bredden vid basen är 4,2 km.
Terrängen runt Anderson Pyramid är kuperad åt nordväst, men åt sydost är den platt. Trakten är obefolkad. Det finns inga samhällen i närheten. 